# 刘劭 (刘宋)
刘劭（424年—453年5月27日），字休远，彭城綏輿里（今江蘇省徐州市銅山區）人。他是中国南北朝時期劉宋宋文帝刘义隆的长子，母為皇后袁齊媯。宋文帝晚年因劉劭與女巫嚴道育交往及行巫蠱而謀廢其太子之位，劉劭於是先發制人發起兵變弒父奪位。但即位不久即遭三弟武陵王劉駿為首的軍隊討伐，兵敗被殺，在位僅一百日，史称“元凶之乱”。《宋書》称刘劭为“元兇”，因劉劭殺父奪位，不用劉劭為文帝上的廟號及諡號，亦不承認劉劭為刘宋的正統皇帝。

## 生平

### 立為太子
元嘉元年（424年），刘劭出生，時正值劉義隆在服父喪，於是一直到喪期結束，於元嘉三年閏正月丙戌（426年2月28日）才正式宣布長子誕生。元嘉六年三月丁巳（429年5月14日），刘劭被立為皇太子，居於永福省。元嘉十二年（435年），劉劭出居東宮，並娶殷淳女殷氏為太子妃。劉劭愛讀史書，尤其喜歡武事，而不管是親覽宮廷事務還是接待賓客，只要他想做，宋文帝都會順從他。為保護東宮，文帝亦讓東宮兵力與羽林衞兵力相同。

### 守衞石頭
元嘉二十七年（450年），宋文帝北伐，劉劭與沈慶之、蕭思話等人極力反對但不果，但戰事不利，魏軍南攻至長江北岸的瓜步，震動建康，劉劭領兵出守石頭，總統水軍。時北魏遣使求婚，包括劉劭以內群臣都認為應該准許，但一直力主北伐的江湛認為外族無信，反對和親，劉劭於是大怒，厲聲斥責他，並在眾人離去時命隨從推逼江湛，差點將他推倒。劉劭又對文帝說：「北伐敗辱，數州淪破，獨有斬江湛，可以謝天下。」但文帝以北伐乃己意為由拒絕對江湛問罪。不過此後，劉劭每次辦宴都沒邀請江湛，又常和文帝說江湛是佞人，不應親近。

### 巫蠱之禍
文帝為提倡農耕和種桑養蠶，特意在宮內養蠶。當時有一個叫嚴道育的女巫自稱能夠通靈及使喚鬼怪，劉劭姊東陽公主在婢女王鸚鵡告知之下，向文帝假稱道育擅長養蠶而召入宮中。道育入宮後稱述服用丹藥之事，預告符瑞事後又果真看見奇異事情，劉劭及東陽公主於是都對道育能力深信不疑。文帝次子始興王劉濬一向都依附劉劭，又因二人常有過失，為了不讓文帝知道，就請嚴道育幫忙，最終道育教他們巫蠱之事，以文帝形像造一個玉雕人像，埋在含章殿前。這件事除了他們三人知道外，王鸚鵡、與王鸚鵡私通的養子奴僕陳天興以及黃門慶國（资治通鉴为陈庆国）都有參與，劉劭更給了陳天興一個隊主職位。東陽公主死後，王鸚鵡亦該嫁人，劉劭及劉濬為守住巫蠱秘密，就自行決定將王鸚鵡嫁給劉濬府佐沈懷遠為妾，也不報告給文帝，只稍稍和臨賀公主提及了。不過，文帝及後知陳天興任隊主，亦知天興與王鸚鵡養母子的關係，特意派人詰問劉劭有關二人之事，劉劭就答稱天興身體壯健故給其職位，而表示鸚鵡還未嫁。鸚鵡當時已嫁給沈懷遠，劉劭怕事情被揭穿，立即通報給劉濬及臨賀公主要他們都稱鸚鵡未定婚嫁；王鸚鵡亦怕陳天興會令二人私通的事曝光，於是請求劉劭殺了天興滅口。不過，天興之死令黃門慶國擔心自身安危，於是將巫蠱之事告知文帝。文帝聞訊既震驚又哀惋，立即就命人收捕王鸚鵡，並在其家中搜到數百張劉劭及劉濬所寫的紙，全都是詛咒巫蠱的文句，又挖出含章殿前的人像。嚴道育就逃亡，成功躲過搜捕之人，並易服為尼姑，匿藏在東宮，有時隨劉濬出京口，有時又住在平民張旿的家。而劉劭及劉濬面對文帝的詰責，驚懼得無法答話，只有一直道歉。元嘉二十八年（451年）至元嘉三十年（453年）幾次的天象變異，令文帝再加東宮兵眾，令東宮擁有一萬兵。

### 弒父篡位
元嘉三十年（453年）二月，劉濬轉任荊州刺史，遂自京口入朝，並載著嚴道育回東宮，打算帶她同赴荊州。不過，那時就有人告發嚴道育化身尼姑，常出入劉濬府內，文帝起初不信，但派人查問下終從兩個婢女口中得悉那真是嚴道育。文帝知二子仍然和嚴道育往來十分傷心，於是命京口送二婢到來，並決定廢劉劭的太子之位以及賜死劉濬，為此與王僧綽、江湛及徐湛之商討，但久未有決定。文帝亦將決定向劉濬生母潘淑妃透露，潘淑妃就將此事告知劉濬，劉濬報告劉劭後劉劭就決定起事，於是晚晚設宴款待將士，又與心腹張超之、陳叔兒、詹叔兒及任建之籌劃。
二月二十日晚（3月15日），兩婢快將到來，劉劭假傳詔命：「魯秀謀反，汝可平明守闕，率眾入。」於是命張超之召集二千多名士兵作準備，又召各幢隊主聲稱有討伐之事。當晚，劉劭又召見了前太子中庶子蕭斌、太子左衞率袁淑、太子中舍人殷仲素及左積弩將軍王正見入宮，對他們哭著說：「主上信讒，將見罪廢。內省無過，不能受枉。明旦便當行大事，望相與勠力。」蕭斌與袁淑立即就表示反對，勸他再作考慮，劉劭聽後表現憤怒。蕭斌在驚嚇下轉為支持，但袁淑仍舊反對，惟未能讓劉劭回心轉意，劉劭接著向袁淑等人分派袴褶，又分派幾段錦布讓其縛好袴子，作出戰準備。天亮時，劉劭與蕭斌同車準備好出發，停在奉化門等袁淑，但袁淑久久不到，到後又不肯上車，劉劭遂命左右殺害袁淑，接著命部眾如同平常入朝一樣走進宮中。經萬春門時，由於違反東宮兵入宮城的規定，劉劭於是對門衞聲稱受到敕命要帶兵入宮收討，遂成功進宮。接著張超之等數十人就直入雲龍門、東中華門及齋閤，拔刀直奔上合殿。當晚文帝又與徐湛之徹夜密談，當值衞兵至此時仍然在寢，張超之就上前砍殺文帝，並殺掉徐湛之。劉劭知文帝被殺後出坐東堂，由蕭斌持刀侍衞，並派人殺害江湛；左細仗主卜天與率眾進攻劉劭，但失敗被殺。

### 抵抗討伐
當日劉劭就即位稱帝，寫詔道：「徐湛之、江湛弒逆無狀，吾勒兵入殿，已無所及，號惋崩衄，肝心破裂。今罪人斯得，元凶克殄，可大赦天下，改元嘉三十年為太初元年。文並賜位二等，諸科一依丁卯。」太初年號是劉劭與嚴道育所商定的，來朝的官員才數十人，劉劭就等不及要即位，即位後又稱疾退入永福省，升文帝靈柩至太極前殿。劉劭及後將先前給諸王及各處的武器回武庫，又誅殺徐湛之、江湛等人的黨羽，並封賞幫助他篡位的官員，後來更將與其有宿怨的長沙王劉瑾等人宗室殺害；又在查閱文帝巾箱時發現王僧綽亦有參與廢太子的圖謀，亦將其殺害。文帝大殮時，劉劭稱疾不敢親往，至入殮後才穿上喪服至文帝靈前，表現得痛心哀慟。然後又向四方派大使，對一眾官員求問治國之道，又減輕賦稅及減少徭役，減省出遊耗費，又分配一些田野山澤給貧民。又先後立妃殷氏為皇后，長子劉偉之為太子。
不過，江州刺史武陵王劉駿、荊州刺史南譙王劉義宣、雍州刺史臧質及會稽太守隨王劉誕等人都拒命，起兵討伐劉劭，並以劉駿為主。劉劭弒父後正值劉駿典籤董元嗣回到建康，於是就命元嗣將自己聲稱的徐湛之弒逆版本報告給劉駿，但元嗣回去後就以實情報告。劉駿一方面派元嗣奉表還都，另一方面卻謀起兵。劉劭知劉駿起兵就責問元嗣，元嗣表示出發時尚未有此事，但劉劭不信，加以拷打後元嗣仍然不招，最終被打死。劉劭亦曾密書當時與劉駿一同討蠻的沈慶之，命其殺死劉駿，但慶之就支持劉駿，反助其統兵東下。面對大軍來攻，劉劭下令中外戒嚴，又自以自己向來習武，對百官說“卿等但助我理文書，勿措意戎陳。若有寇難，吾當自出，唯恐賊不敢動爾”，並由皇后叔父司隸校尉殷沖掌文符，左衞將軍尹弘為軍隊準備衣服，由蕭斌總掌眾事。另又將劉駿及義宣諸子分別軟禁在侍中下省及太倉空屋，並打算殺害尋陽、江陵、會稽三鎮士庶官員留在建康的家眷，但在劉義恭及何尚之勸阻下改變主意，才改為下書表明不問罪。劉劭又命褚湛之守石頭，劉思考鎮東府，蕭斌及劉濬就力勸劉劭率水軍迎擊討伐軍，不過劉義恭則建議以逸待勞，劉劭取信了義恭之策，即使蕭斌力陳對方形勢佔上風，應盡快一決勝負亦未能讓劉劭改變主意。不過，其實劉劭始終都不太相信朝廷舊臣，留義恭住尚書下省外，亦軟禁義恭十二個兒子在侍中下省；另厚待王羅漢及魯秀，將兵權交給二人，大加賞賜財寶和美女以取悅二人，又天天出外慰勞將士，自督修建船艦，又焚毀秦淮河南岸，將百姓都趕到北岸。
大軍臨近，但守石頭的龐秀之卻先一步轉投劉駿陣營，大大動搖人心。四月十九日（5月12日），討伐軍前鋒已到新林，劉劭親上石頭城烽火樓觀敵。二十一日（5月14日），討伐軍進至新亭，柳元景在依山建新亭壘據險自守，而劉劭就召魯秀與王羅漢駐朱雀門，讓蕭斌率步兵、褚湛之率水軍；當時詹叔兒察知討伐軍營壘尚未建立，勸劉劭乘時進擊，但劉劭不肯。翌日，劉劭才命蕭斌率魯秀、王羅漢等精兵共萬人進攻新亭壘，劉劭亦親自登上朱雀門督戰。由於士兵都得劉劭賞賜，故都為他拼命作戰，戰事佔據上風。但就在新亭壘將被攻下時，魯秀突然收兵，柳元景抓緊機會反擊，終扭轉戰局。劉劭在蕭斌等敗後又親率心腹再戰，又遭柳元景擊敗，死傷更大，劉劭斬殺撤退者以圖遏止潰敗之勢，但失敗，劉劭只好走經朱雀門還宮。

### 窮途末路
此戰敗後，褚湛之、檀和之、魯秀及劉義恭先後叛歸劉駿，劉劭只好向神明之力求助，將蔣侯神像運到宮內，拜他為大司馬，封鍾山郡王；又以蘇侯為驃騎將軍，命南平王劉鑠寫祝文向其宣告劉駿罪狀。五月，劉劭派往抵御劉誕所領東軍的部隊在曲阿戰敗，為了遏阻他進攻，劉劭就焚毀都水西裝及左尚方，以及破壞柏崗及方山土壩，又命守家未服兵役的男丁緣秦淮河竪起舶船，並在上築上大弩作防禦，又命人以柵欄阻斷班瀆、白石等水道。其時男丁不足，甚至要動用婦女完成工事。
五月三日（5月26日），魯秀率五百人進攻大航，將之攻克，守將王羅漢酒醉中驚聞敵軍已渡河，於是棄杖投降，其餘部隊亦都隨之潰散。當晚，劉劭關閉六門拒守，在門內鑿出護城河及柵欄。不過城內混亂，已無秩序，尹弘及孟宗嗣等人出降，蕭斌知大航失守後亦命所屬軍隊解甲投降但被殺。翌日（5月27日），劉義恭登朱雀門，總領諸軍進攻宣陽門，先前劉劭召還的陳叔兒部於建陽門遠遠望見討伐軍就棄杖逃走；原本屯駐閶闔門的劉劭部隊亦逃還殿內，程天祚及譚金等人因而攻入殿內，其餘眾軍繼進，臧質亦從廣莫門進入，會師太極殿前。劉劭穿過西垣入武庫井內，但為高禽所捕。當時劉劭問高禽：「天子何在？」高禽答：「至尊近在新亭。」高禽將劉劭帶到殿前，臧質問其為何行逆，劉劭答：「先朝當見枉廢，不能作獄中囚，問計於蕭斌，斌見勸如此。」將罪責推及蕭斌，又問臧質可否代為請求劉駿流放他到遠地。臧質遂將劉劭縛在馬上，將要衞送到劉駿軍門，但到牙旗下時劉義恭率眾觀望，並詰問劉劭何以殺其十二子，劉劭亦答道這是有負於義恭。江湛妻庾氏及龐秀之亦罵劉劭，但劉劭卻大聲回罵：「汝輩復何煩爾！」劉劭四子皆被殺，劉劭對劉鑠說：「此何有哉。」接著劉劭亦於牙旗下被殺，死前嘆道：「不圖宗室一至於此。」
劉駿在較早前已即位為帝，劉劭死後亂事被平定，劉劭妻殷氏與劉劭、劉濬諸子都被賜死，其他幫助劉劭的大臣如殷沖、尹弘、王羅漢及張超之等都被殺或賜死，嚴道育及王鸚鵡都在街上被鞭殺，焚屍揚灰江上；劉劭及劉濬屍體都被棄到長江中，枭首大航，劉劭東宮住所亦被毀。

## 逸事
- 據說劉劭初生時，尚為宜都王妃的袁皇后對兒子詳細端視後就命人向劉義隆表示：「此兒形貌異常，必破國亡家，不可舉。」並要下手殺掉他。劉義隆狼狽地趕去阻止才讓劉劭得以長大[參⁠ 12]。
- 文帝死前一天夜晚，太史曾上奏預測東方有兵突襲，建議在太極前殿列兵萬人作銷災。文帝不許，最終讓劉劭成功篡位，聞言就嘆道：「幾誤我事。」又問太史令他還有多少年壽命，太史當時回答十年，但退下後就對人稱只有十旬日，劉劭知道後大怒，將太史殺掉，最終劉劭果十旬而亡。
- 《宋书》中称刘劭是自商朝末期纣王后第一位由皇帝即位后，皇后所生的太子。

## 家庭
眾后妃、子女全部被劉駿處死。

### 后妃
- 皇后殷氏
- 王鸚鵡

### 子
1. 刘伟之，皇太子
2. 刘迪之
3. 刘彬之
4. （无名）

## 延伸阅读
[在维基数据编辑]
 《宋書/卷99》，出自沈约《宋书》